# منطقة اودهامبور
منطقة اودهامبور رمزها «UD» (بالإنجليزية: Udhampur  district)‏ ، هو تقسيم إداري لدولة الهند تتبع ولاية جامو وكشمير (بالإنجليزية: Jammu  and  Kashmir)‏ ، مركزها هو مدينة اودهامبور (بالإنجليزية: Udhampur)‏ عدد سكانها حسب تعداد سنة 2001 هو 475,068 ، مساحتها 555,357 كم² وكثافة السكان 4,550 لكل كم² .